# Francisco Marambio
Francisco Javier Marambio Vial (Buenos Aires, 1 de mayo de 1952) es un diplomático chileno. Fue embajador en España entre 2014 y 2017.
Ha sido embajador de Chile en la República de Turquía, Sudáfrica (2009-2012) y como embajador Concurrente de Chile en Pakistán e Irán, también ha sido Secretario y Cónsul de las embajadas de Chile en Pekín, China (1980), y Japón (1981-1985), Cónsul en Bahía Blanca, Argentina (1987-1991).

## Biografía
Nació en Buenos Aires, el 1 de mayo de 1952, hijo del diplomático Augusto Hernán Francisco Marambio Cabrera y María Olga de Jesús Vial Rozas, por quienes es descendiente del presidente Francisco Antonio Pinto, y de Juan Agustín Cabrera Gacitúa (participante en el Combate Naval de Iquique). Ingresó a la Academia Diplomática Andrés Bello en 1976 y se graduó el año 1977. Posteriormente, efectuó un diplomado en Relaciones Internacionales en la Sociedad de Estudios Internacionales (SEI) de Madrid, España.

### Carrera diplomática
Durante su trayectoria profesional en el Ministerio de Relaciones Exteriores prestó funciones en la Dirección Consular y de Inmigración, y en la Dirección de Recursos Humanos. Se desempeñó en los cargos de jefe de Gabinete de la Dirección de Asuntos Administrativos, jefe de Ceremonial, Visitas y Giras Presidenciales y, posteriormente, como embajador director general de Ceremonial y Protocolo el año 2004 . Director África y Medio Oriente y antes de ser nombrado embajador en España y Andorra, se desempeñó como director general adjunto para Asuntos Bilaterales.
Francisco Marambio tiene una destacada trayectoria como funcionario diplomático. Fue secretario y cónsul de las embajadas de Chile en Pekín, China (1980), y Japón (1981-1985), Cónsul de Bahía Blanca, Argentina (1987-1991). Consejero de la embajada de Chile en España (1994-1999) y Cónsul General de Chile en Vancouver (2001-2004).
También se desempeñó como embajador de Chile en distintos países como en la República de Turquía, donde asumió funciones el 22 de junio de 2006, como embajador Concurrente de Chile en Pakistán e Irán. En el 2009 asume otra vez como embajador extraordinario y plenipotenciario de Chile esta vez en Sudáfrica, durando en su cargo hasta el 2012. Asimismo, fue embajador concurrente en Angola, Mozambique, Botsuana, Namibia, Lesoto y Suazilandia.
Cercano a la ex presidenta de Chile Michelle Bachelet, Marambio era considerado parte del "grupo de los 10", diplomáticos ligados a la coalición de centro izquierda Concertación de Partidos por la Democracia y que agrupaba a funcionarios que llevaban más de 20 años ejerciendo como embajadores.